# Présentation de l'épaule
La présentation de l'épaule est un terme obstétrical pour désigner une présentation du fœtus dans laquelle l'épaule se présente au niveau du détroit supérieur. On ne parle de présentation de l'épaule qu'une fois la poche des eaux rompues. C'est une urgence obstétricale indiquant une césarienne. En effet, une telle présentation entraîne une hypertonie utérine responsable du décès du fœtus. Cette hypertonie utérine se complique souvent de rupture utérine avec mort maternelle. Avant la pratique de la césarienne, on pratiquait soit une version par manœuvre interne soit plus récemment une embryotomie  c’est-à-dire un découpage en morceaux du fœtus.
La même présentation quand la poche des eaux est intacte est nommée présentation transverse.